# إيملي شورت
إيملي شورت (بالإنجليزية: Emily Short)‏ هي كاتِبة بريطانية، ولدت في القرن العشرين.